# Педро I (король Арагону)
Пе́дро I (ісп. Pedro I; 1068 або 1069 —28 вересня 1104) — король Арагону і Наварри (1094—1104). Син арагонсько-наваррського короля Санчо I. Старший брат арагонсько-наваррського короля Альфонсо I й арагонського короля Раміро II. Успадкував трон після смерті батька.

## Біографія

### Молоді роки
Походив з Арагонської династії. Син Санчо I, короля Арагону, й Ізабели де Уржель. 1085 році призначається графом Собрарбе і Рібаргоса зі столицею у м. Граус. У 1086 році одружився з донькою герцога Аквітанського.
1087 році брав участь у з'їзді знаті в Памплоні на чолі із Санчо I. Того ж року брав участь в облозі міста Тудела, яка завершилася невдачею. Наприкінці року очолив поход до Естаду, яку захопив. 1088 році зумів зайняти фортецю Монтеарагон, 1089 року — місто Монсон. Після цього розпочав підкорення долини Кіпка, яке завершив у 1093 році захопленням міста Альменар.

### Королювання
Згідно із заповітом батька Педро I продовжив облогу міста Уеска. 1095 року Ахмед II Мустаіна, емір Сарагоси, спрямував велике військо на допомогу обложеному місту, але арагонський король розбив його у битві при Алькорасі. Незабаром Педро I захопив Уеску. Слідом за цим він сюди столицю з міста Хакі. У 1095 році підтвердив батьківську клятву вірності римській курії на чолі із папою римським Урбаном II. На це останній видав буллу Cum universis sancte, якою заборонялося відлучати арагонських королів і королев окрім самим папою римським.
У 1096 році прийшов на допомогу Сіду Кампеадору під Валенсію. У 1097 році одружився з донькою графа Савойського. Того ж року під час руху до фортеці Венікадель війська Педро I і Сіда потрапили у оточення військ Альморавідів на чолі із Мохамедом ібн Тасуфіном, небожем Юсуфа ібн Ташфіна, втім у великій битві при Байрамі християни здобули цілковиту перемогу. В результаті Педро I захопив Байрам, після цього разом з Сідом перемогли маврів у битві при Хатіва.
1100 року арагонцям вдалося зайняти місто Барбастро і фортецю Саріньяну, а також 1101 року намагався взяти Сарагосу, проте невдало. В підсумку захопив усі землі на північ від річки Ебро. Намагався спиратися на міста: як проти знаті, так й маврів. Для цього надав фуерос (привілеї) містам Барбастро — 1100 року, Капаррос і Сантакара — 1102 року. У 1104 році надав фуерос усім ідальго королівства.
Педро помер у 1104 році. Трон успадкував його брат Альфонсо.

## Родина
1. Дружина — Агнеса, донька Вільгельма VIII, герцога Аквітанського
Діти:
- Педро (бл. 1086—1104), чоловік Марії Родрігес (доньки Сіда Кампеадора)
- Ізабелла (д/н—1104)

2. Дружина — Берта, донька П'єтро I, графа Савойського
Дітей не було